# Burhinus
Burhinus is een geslacht van vogels uit de familie grielen (Burhinidae). Het geslacht telt zes soorten.

## Soorten
- Burhinus capensis  – Kaapse griel
- Burhinus grallarius  – Australische griel
- Burhinus indicus  – Indische griel
- Burhinus oedicnemus  – Griel
- Burhinus senegalensis  – Senegalese griel
- Burhinus vermiculatus  – Watergriel